# Iksja
Iksja, lepniczka (Ixia L.) – rodzaj wieloletnich roślin należący do rodziny kosaćcowatych (Iridaceae). Należy do niego ok. 50 gatunków roślin występujących w południowej Afryce, w regionie przylądkowym. Nazwa łacińska pochodzi z greckiego słowa ixios, oznaczającego klej używany przy łapaniu ptaków, ze względu na  lepkość soku tej rośliny. Gatunkiem typowym jest Ixia polystachya ('polystachia') L..

## Morfologia
ŁodygaNierozgałęziona, wyrasta z kulistych bulwocebuli pokrytych suchymi łuskami.
LiścieMieczowate.
KwiatyOkwiat dwubocznie symetryczny, sześciopłatkowy, o średnicy 2,5 – 5 cm.

## Systematyka
Synonimy
- Houttuynia (Houtt.), Dichone (Lawson ex Salisb.), Hyalis (Salisb.), Agretta (Eckl.), Morphixia (Ker Gawl.), Wuerthia (Regel)

Pozycja systematyczna według Angiosperm Phylogeny Website (aktualizowany system APG III z 2009)
Jeden z rodzajów podrodziny Crocoideae G. T. Burnett w obrębie kosaćcowatych (Iridaceae) należących do rzędu szparagowców (Asparagales) w obrębie jednoliściennych.
Gatunki
- Ixia acaulis Goldblatt & J. C. Manning
- Ixia amethystina J.C.Manning & Goldblatt
- Ixia atrandra Goldblatt & J.C.Manning
- Ixia aurea J. C. Manning & Goldblatt
- Ixia brevituba G.J. Lewis
- Ixia brunneobractea G.J. Lewis
- Ixia campanulata Houtt.
- Ixia capillaris L.
- Ixia cochlearis G.J. Lewis
- Ixia collina Goldbl. & Snijman
- Ixia contorta Goldblatt & J.C.Manning
- Ixia curta Andr
- Ixia curvata G.J. Lewis
- Ixia divaricata Goldblatt & J.C.Manning
- Ixia dubia Vent.
- Ixia erubescens Goldbl.
- Ixia esterhuyseniae De Vos
- Ixia flexuosa L.
- Ixia fucata Ker Gawl.
  - Ixia fucata var. filifolia G.J. Lewis
  - Ixia fucata var. fucata
- Ixia gloriosa G.J Lewis
- Ixia lacerata Goldblatt & J.C.Manning
- Ixia latifolia Delaroche
  - Ixia latifolia var. curviramosa G.J. Lewis
  - Ixia latifolia var. latifolia
  - Ixia latifolia var. parviflora G.J. Lewis
  - Ixia latifolia var. ramulosa G.J. Lewis
- Ixia leipoldtii G.J. Lewis
- Ixia leucantha Jacq.
- Ixia longituba N.E.Br.
  - Ixia longituba var. bellendenii R. C. Foster
  - Ixia longituba var. longituba
- Ixia lutea Eckl.
  - Ixia lutea var. lutea
  - Ixia lutea var. ovata (Andr.) B. Nord
- Ixia maculata L.
  - Ixia maculata var. fusco-citrina (Desf.ex DC) G.J. Lewis
  - Ixia maculata var. intermedia G.J. Lewis
  - Ixia maculata var. maculata
- Ixia marginifolia (Salisb) G.J Lewis
- Ixia metelerkampiae L. Bol.
- Ixia micranda Bak.
  - Ixia micranda var. confusa G.J Lewis
  - Ixia micranda var. micranda
  - Ixia micranda var. minor G.J Lewis
- Ixia monadelpha Delaroche
- Ixia mostertii De Vos
- Ixia namaquana L.Bolus
- Ixia odorata Ker-Gawl
  - Ixia odorata var. hesperanthoides G.J Lewis
  - Ixia odorata var. odorata
- Ixia orientalis L.Bol.
- Ixia oxalidiflora Goldblatt & J.C.Manning
- Ixia paniculata Delaroche
- Ixia patens Ait.
  - Ixia patens var. linearifolia G.J Lewis
  - Ixia patens var. patens
- Ixia pauciflora G.J Lewis
- Ixia paucifolia G.J Lewis
- Ixia polystachya L.
  - Ixia polystachya var. crassifolia G.J Lewis
  - Ixia polystachya var. longistylis M. De Vos
  - Ixia polystachya var. lutea (Ker-Gawl) G.J Lewis
  - Ixia polystachya var. polystachya
- Ixia pumilio Goldbl. & Snijman
- Ixia purpureorosea G. J Lewis
- Ixia rapunculoides Del.
- Ixia rivulicola Goldblatt & J.C.Manning
- Ixia robusta (G.J.Lewis) Goldblatt & J.C.Manning
- Ixia rouxii G.J Lewis
- Ixia scillaris L.
  - Ixia scillaris var. scillaris
  - Ixia scillaris var. subundulata G.J Lewis
- Ixia sobolifera Goldblatt & J.C.Manning
- Ixia sobolifera subsp. albiflora Goldblatt & J.C.Manning
- Ixia sobolifera subsp. carnea Goldblatt & J.C.Manning
- Ixia sobolifera subsp. sobolifera
- Ixia splendida G.J. Lewis
- Ixia stohriae L. Bol.
- Ixia stolonifera G.J Lewis
- Ixia stricta (Eckl. ex Klatt) G. J Lewis
- Ixia superba J.C.Manning & Goldblatt
- Ixia tenuifolia Vahl.
- Ixia thomasiae Goldbl.
- Ixia trifolia G. J Lewis FP
- Ixia trinervata (Bak.) G. J Lewis
- Ixia vanzijliae L. Bol.
- Ixia versicolor G.J Lewis
- Ixia vinacea G. J Lewis
- Ixia viridiflora Lam.
  - Ixia viridiflora var minor De Vos
  - Ixia viridiflora var viridflora

## Zastosowanie
- Ze względu na efektowne i barwne kwiaty uprawia się je jako rośliny ozdobne.